# Masters of Formula 3 2008
RTL GP Masters of Formula 3 2008 är en motorsportstävling som kördes på Zolder den 10 augusti 2008.

## Tävling
Jules Bianchi tog sin första seger i formel 3 när han vann 2008 års Masters of Formula 3. Han kvalade in som tvåa bakom stallkamraten i ART Grand Prix och 2007 års vinnare Nico Hülkenberg, men tog starten och kontrollerade därefter loppet i hällregnet. Jon Lancaster blev trea, vilket gav en trippelseger för ART-teamet.

## Resultat
| Plats | Förare            | Grid |
| ----- | ----------------- | ---- |
| 1     | Jules Bianchi     | 2    |
| 2     | Nico Hülkenberg   | 1    |
| 3     | Jon Lancaster     | 7    |
| 4     | Mika Mäki         | 8    |
| 5     | Brendon Hartley   | 9    |
| 6     | Atte Mustonen     | 24   |
| 7     | Sam Bird          | 22   |
| 8     | Jaime Alguersuari | 13   |
| 9     | Rodolfo Gonzalez  | 11   |
| 10    | Jean-Karl Vernay  | 30   |